# アメリカ陸軍輸送科

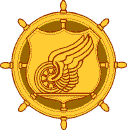
アメリカ陸軍輸送科の兵科徽章

アメリカ陸軍輸送科（アメリカりくぐんゆそうか、英: United States Army Transportation Corps）は、貨物自動車又は鉄道による陸上輸送、輸送機による航空輸送及び船舶による海上輸送によって人員及び軍需品の運搬を担当するアメリカ陸軍の戦闘後方支援 (CSS) を行う兵科である。本拠地はバージニア州フォート・ユースティス。アメリカ陸軍輸送科は、大統領令9082号によって1942年7月31日に設立された。モットーは「兵站の先鋒 (Spearhead of Logistics) 」であり、現在アメリカ陸軍で3番目に小規模の兵科である。兵站を担当する兵科は3つあり、他の2つは需品科と武器科である。

## 歴史

### 初期
アメリカ独立戦争の頃に、後のアメリカ合衆国初代大統領ジョージ・ワシントンは初のワゴン・マスターを任命し、これが輸送科初のチーフと見なすことができる。米英戦争以前は、軍事輸送は国家軍事戦略において重要視されていなかったが、効果的に敵と交戦し、撃破する新国家の軍事力を保証するために何らかの組織化された輸送支援が必要であることが戦争後明らかになった。この要請に応じ、1818年にトーマス・S・ジーサップ (Thomas S. Jesup) が需品総監に任命された。ジーサップは後に、アメリカ軍の輸送能力を向上させるだけでなく、アメリカ西部への領土拡大をも促した計画を開始した。これらの計画には、はるか西方の突出した港湾と東方の産業基盤を結んだ1836年の大軍事街道 (Great Military Road) の建設、及び水陸両用作戦に蒸気船を使用することなどが含まれた。

### 南北戦争
南北戦争の間、現実的で効率的な軍事輸送手段としての鉄道の組織化を通じ、輸送は軍隊の後方支援にとって極めて重要な部分であることがわかった。1864年頃には、需品部の9部門のうちの5部門は、輸送だけに特化していたほどである。戦場の司令官が素早く、効果的に部隊と補給物資を移動させる能力を持ち得たことは相当数の戦いを勝利に導くことに貢献した。

### 米西戦争
米西戦争中、キューバとフィリピンに大規模な義勇軍を動員、展開する任務は、需品部内で独立した輸送活動の必要性を更に拡大することになった。陸軍輸送部隊は、陸海協同一貫輸送作戦の協調を円滑に進めるために、民間の鉄道業者と海運業者と連携して任務を遂行した。

### 第一次世界大戦
第一次世界大戦中にフランスに展開したアメリカ遠征軍は、単独の輸送監督の必要性を強調し、これを受けて元鉄道管理者のウィリアム・W・アタベリー (William W. Atterbury) が輸送司令総監に任命され、独立した輸送部隊が1918年に設立された。この輸送部隊は目の前に差し迫った輸送活動の必要性と要求を満たしたが、大戦後に廃止された。これが現代の輸送科の直接の前身である。

### 第二次世界大戦

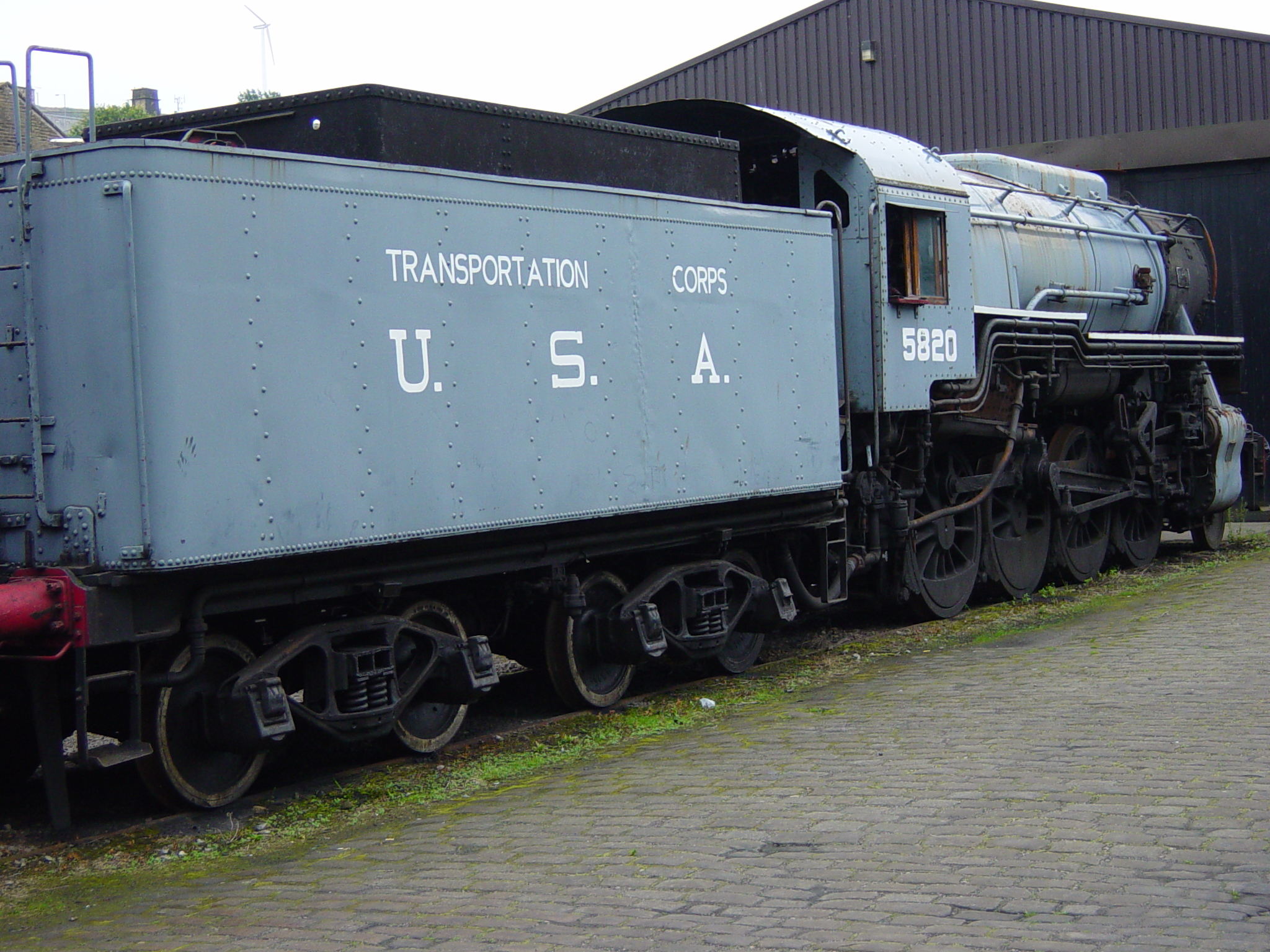
イギリスのケイリー&ウォース渓谷鉄道に保存されているアメリカ陸軍輸送科のS160蒸気機関車5820号機

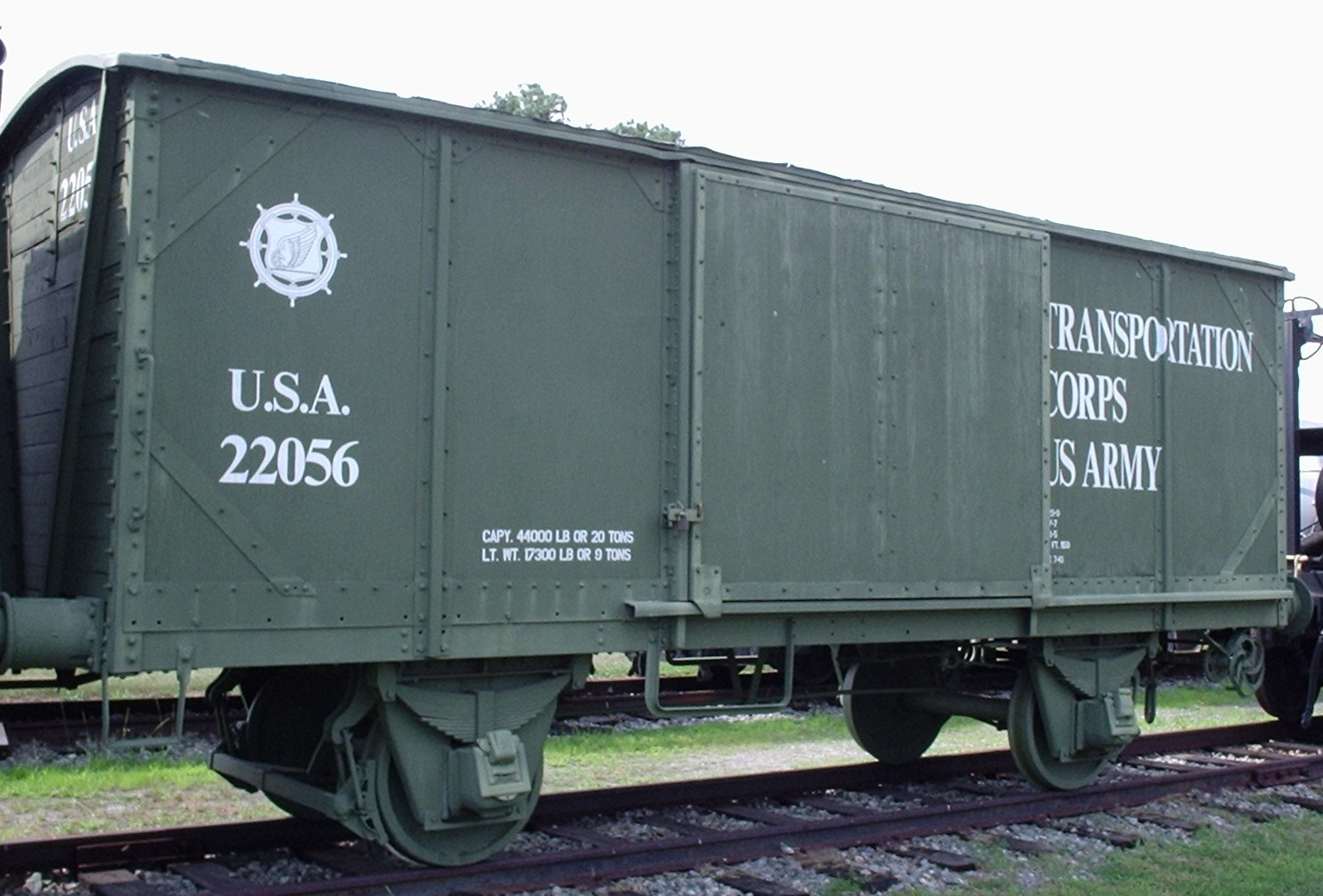
第二次大戦で使われたフランス製「フォーティ・アンド・エイツ」貨車。人員40名又は馬8頭を乗せられるという意味。

真珠湾攻撃以降、アメリカ合衆国はその歴史で最も大きな戦時動員を開始した。1942年3月、輸送機能は、新設された補給部門 (Services of Supply) の輸送部に整理統合され、同じ年の7月31日、フランクリン・D・ルーズベルト大統領は、大統領令9082号をもって輸送科を設立した。輸送科は、大戦の終結までにアメリカ合衆国本土内で3000万人以上の兵士を移送し、アメリカ国外へ700万人の兵士及び1億2600万トンの補給物資を輸送した。

### 冷戦
ソビエト連邦が1948年に西ベルリンに非常線を張り封鎖を行ったとき、輸送科は西ベルリンの維持に不可欠な役割を果たし、その2年後の1950年6月28日、ハリー・S・トルーマン大統領は輸送科を陸軍の永続的な兵科として確立した。

### 朝鮮戦争
朝鮮戦争中、輸送科は3回の冬を越す期間、国連軍への補給を実施し続けた。1953年に休戦が調印される頃までに、輸送科は300万人以上の兵士と700万トンの物資を運搬した。

### ベトナム戦争
ベトナム戦争では、それまでにない最も多様な輸送手段を持つ部隊の集結が見られた。輸送科は10年以上もの期間、トラックや船舶、航空機に加え水陸両用車も駆使して、未開の熱帯環境において連続的な支援をアメリカ軍及び連合軍に提供した。
1986年7月31日、輸送科はアメリカ陸軍連隊システムに編入された。

### 湾岸戦争
1990年に勃発した湾岸戦争において、輸送科は難問に直面した。砂漠の盾作戦及び砂漠の嵐作戦において、輸送科は3つの大陸にある複数の港湾を根拠地として大規模な活動を展開し、維持する能力を示した。

### 冷戦終結後
冷戦終結後もソマリア、ルワンダ、ハイチ、ボスニアとイラクでの軍事作戦で多数の輸送部隊の展開が見られた。

## シンボル

### 兵科徽章

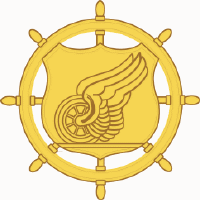
アメリカ陸軍輸送科の兵科徽章

輸送科の兵科徽章は、全体が金色の金属でできたバッジである。船の舵輪の上に重ねられた盾の中に、レールがあり、その上に翼のある車輪が描かれた意匠である。徽章の縦の長さは1 in (25 mm) である。
1919年に、「直径1 inのリムに囲まれたレールの上に、翼とフランジのある車輪」が輸送科の徽章として定められ、1920年6月4日に陸軍再編成法により陸軍の鉄道以外によるすべての輸送は需品総監の下に置かれた。現在の形の輸送科は、1942年の陸軍再編成の結果として1942年7月31日に組織され、それ以後正式な兵科の1つとして機能することになった。現在の輸送科徽章は、第一次世界大戦の輸送部隊のそれをもとにして盾と船の舵輪を加たものである。レールの上にある翼のある車輪は鉄道輸送を、船の舵は水上輸送を表しており、盾はアメリカ合衆国のハイウェイの標識と同じ形であり、陸上輸送を表している。

### 連隊徽章

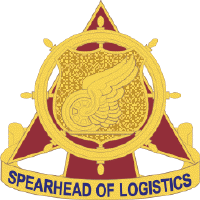
アメリカ陸軍輸送科の連隊徽章

輸送科の連隊徽章は、金色の金属とエナメルでできており、縦の長さは11/4 in (32 mm) である。盾に砂地模様がある以外は兵科徽章と同じ金色の同じ意匠が中央に据えられ、その後ろに赤煉瓦色の穂先（槍の先端）が描かれている。穂先はモットーで表される輸送科の精神を意味する。穂先の下に、斜め下に突き出している穂先の鋭角部分から左右全体にわたって緩くカーブしている金色のスクロールがあり、青色の文字で輸送科のモットーである「SPEARHEAD OF LOGISTICS」が書かれている。

### 連隊章
2007年現在、輸送科連隊には正式な紋章 (Refimental Coat of Arms) がない。連隊旗は黄色の房飾りを施した赤煉瓦色の地に連隊徽章と同じデザインが描かれたものであり、その下に「TRANSPORTATION CORPS」と書かれたスクロールがある。

### 兵科色
輸送科の兵科色は黄橙色で縁取られた赤煉瓦色である。第一次世界大戦中、動力輸送部隊の隊員は、紫色で縁取られた舟形略帽に身につけていたが、大戦後の1919年に緑色で縁取られた真紅が輸送科の兵科色として割り当てられた。1920年の議会の法の定めに応じて、輸送科の任務は需品科に結合されたが、1942年に再度輸送科が設立された際、黄橙色で縁取られた赤煉瓦色が兵科色として割り当てられた。